# Чимитдоржиев, Ширап Бодиевич
Шира́б-Жалса́н Боди́евич Чимитдоржи́ев (22 августа 1927, Кижинга, Хоринский аймак, Бурят-Монгольской АССР, РСФСР, СССР — 9 января 2017, Улан-Удэ, Республика Бурятия, Россия) — советский и российский историк-монголовед, доктор исторических наук, профессор. Заслуженный деятель науки Российской Федерации.

## Биография
В 1952 г. окончил монголо-тибетское отделение восточного факультета Ленинградского государственного университета с присвоением квалификации историка-востоковеда. В 1952—1955 гг. работал в аппарате Бурят-Монгольского областного комитета КПСС переводчиком марксистской и политической литературы, инструктором отдела пропаганды и агитации.
В 1955—1958 гг. обучался в аспирантуре при кафедре истории стран Дальнего Востока Ленинградского университета, которую закончил с защитой диссертации по теме «Русско-ойратские (западно-монгольские) отношения в 17 веке». В 1959—1964 гг. работал в Томском университете, в 1964—1973 гг. — в Бурятском педагогическом институте на кафедрах всеобщей истории и истории стран Востока. Преподавал историю стран зарубежного Востока, историю Древнего Востока, вёл спецкурсы и спецсеминары по проблемам истории и культуры Монголии и стран Центральной Азии.
С 1973 г. работал в Бурятском филиале Академии наук СССР, где руководил отделом востоковедения и сектором монголоведения Бурятского института общественных наук. В 1980 г. в Институте востоковедения АН СССР защитил докторскую диссертацию по теме «Взаимоотношения Монголии с Россией и странами Средней Азии (17-18 веков)».
В последние годы являлся главным научным сотрудником Института монголоведения, буддологии и тибетологии БНЦ СО РАН, профессором кафедры всеобщей истории Бурятского государственного университета и специалистом в области истории Монголии, Бурятии и международных отношений в Центральной Азии.

## Награды и звания
Заслуженный деятель науки РФ и Республики Бурятия им. П. Р. Атутова, кавалер монгольского ордена Чингисхана.
Академик Петровской международной академии кочевых цивилизаций. Почётный доктор Академии наук Монголии. Почётный член Международной ассоциации монголоведов.

## Научные работы
Автор монографий:
- «Взаимоотношения Монголии и Средней Азии в XVII—XVIII вв.»,
- «Взаимоотношения Монголии и России» (XVII—XVIII вв.),
- «Россия и Монголия»,
- «Русские, монгольские и бурятские летописи о средневековых монголах»,
- «Сотрудничество СССР и МНР в области науки и культуры»,
- «Антиманчжурская освободительная борьба монгольского народа»,
- «Национально-освободительное движение монгольского народа в XVII—XVIII вв»,
- «Монголия в эпоху средневековья и новое время»,
- «Российские монголоведы»,
- «Академик Бимбын Ринчен».

Работы по истории и культуре Бурятии:
- «Бурят-монголы: история и современность»,
- «Кто мы, бурят-монголы? Раздумья монголоведа»,
- «Хождение хори-бурят к Сагаан-хану»,
- «Была ли цивилизация у бурят?»,
- «Бурятский этнос: трудный путь истории»,
- «Бурятские летописи»,
- «Выдающиеся бурятские деятели (1-8 выпусков)».

Книги на бурятском языке:
- «Монгол орон»,
- «Сагаалган»,
- «Сургаалай угэнууд»,
- «Минии Буряад-Монгол».

Участник II—IX Международных конгрессов монголоведов, конференций в Улан-Баторе, Ховде, Улангоме, Саппоро, Варне, Осаке.